# 島津久典
島津 久典（しまづ ひさのり）は、江戸時代後期の薩摩藩士。知覧島津家20代当主。

## 生涯
寛政3年（1791年）、父・島津久邦の死去により家督を相続し、知覧領主となる。
文化10年（1813年）、讒訴されて種子島に流罪となり、後に許され知覧に隠居する。垂水に隠居所を設けたため、垂水御隠居様と呼ばれた。家中の士風の衰えを憤慨し、弓術は遊戯であると退けて、撃剣柔道を奨励した。弘化2年（1845年）8月14日没、享年65。